# Elacatis planatus
Elacatis planatus là một loài bọ cánh cứng trong họ Salpingidae. Loài này được Champion mô tả khoa học năm 1913.